# Jinna Mutune

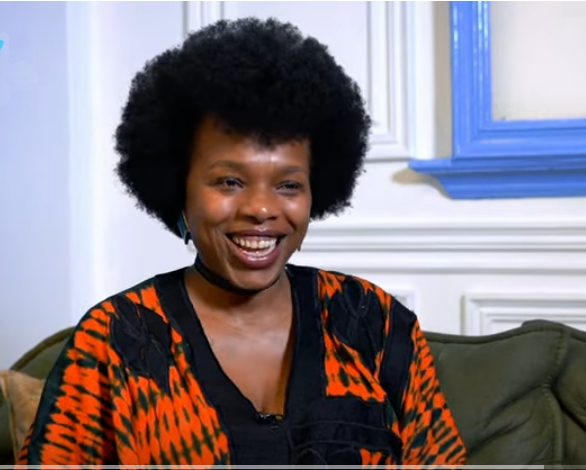

Jinna Mutune là một nhà sản xuất và đạo diễn phim người Kenya. Mutune lớn lên ở Nairobi trong một gia đình trung lưu  tại Kimathi động sản của Eastland. Mutune học tại Trường Điện ảnh, Diễn xuất Trung bình và Trực tiếp Nam Phi và cũng học phim ở Hoa Kỳ. Sau khi học trường điện ảnh ở Nam Phi, bà trở lại Kenya một thời gian và sau đó chuyển đến Mỹ, sống ở Boston, Houston và California. Mutune nói rằng bà biết mình muốn trở thành một nhà làm phim ở tuổi mười sáu và vào thời điểm đó cũng đã chỉ đạo các vở kịch tại nhà thờ và tại trường học của bà.
Mutune là đạo diễn của Leo, một câu chuyện được kể qua đôi mắt của một cậu bé Maasai muốn thực hiện ước mơ của mình. Leo là bộ phim điện ảnh đầu tiên của bà và nó cũng được tài trợ bởi công ty sản xuất của riêng bà, Pegg Entertainment, Cinematography của Abraham Martinez. Leo được công chiếu tại Nairobi vào tháng 4 năm 2011, nhưng chỉ đến những địa điểm nhỏ: bộ phim ra mắt trên "màn ảnh rộng" ở Kenya vào tháng 11 năm 2012. Buổi ra mắt Leo của Hoa Kỳ được người Kenya và người Mỹ đón nhận. bà xuất hiện trên truyền hình Kenya để thảo luận về Leo. Mutune cũng tổ chức một thỏa thuận kinh doanh với các hãng hàng không, Kenya Airlines và Emirates, để cho Leo thấy chuyến bay. bà cũng đạo diễn bộ phim, Chep, cũng được sản xuất bởi Pegg Entertainment. Chep, một bộ phim về một vận động viên marathon nữ, lấy bối cảnh những năm 1970 kỷ niệm phụ nữ và những người đàn ông ủng hộ họ, sẽ được phát hành vào năm 2016. Ngoài các phim truyện của mình, bà cũng đã sản xuất video âm nhạc cho điểm số Olympic chính thức của Kenya (2012) và làm việc với Graca Machel trong một thông báo dịch vụ công cộng.